# Ronda del Tamarguillo
La Ronda del Tamarguillo es una vía de circulación interior de la ciudad de Sevilla, España. Fue creada siguiendo las directrices del Plan General de Ordenación Urbana de 1987, con motivo de las reformas que se realizaron en la ciudad previamente a la celebración de la Exposición Universal de 1992. El trazado de la vía tiene una longitud aproximada de 2 500 metros y sigue el antiguo cauce del arroyo Tamarguillo. Enlaza el distrito Sur con el distrito Nervión y Cerro-Amate.  Está formada por varios tramos, el primero de los cuales une la avenida de la Paz con la confluencia de las avenidas Ramón y Cajal e Hytasa. El segundo tramo de gran anchura une la confluencia anteriormente citada con la plaza dedicada a Ruperto Chapí. El tercer tramo enlaza la plaza de Ruperto Chapí y la avenida de Andalucía.